# 愛媛大学教育学部附属特別支援学校
愛媛大学教育学部附属特別支援学校（えひめだいがくきょういくがくぶふぞくとくべつしえんがっこう）は、愛媛県松山市にある特別支援学校。

## 沿革
- 1967年4月1日 - 附属小学校に特殊学級1学級設置
- 1969年4月1日 - 附属中学校に特殊学級1学級設置
- 1972年4月1日 - 愛媛大学教育学部附属養護学校設置。
- 2004年4月1日 - 国立大学法人化
- 2007年4月1日 - 愛媛大学教育学部附属特別支援学校と改称。

## 学部
- 小学部
- 中学部
- 高等部